# Yoshimitsu Shimoyama
Yoshimitsu Shimoyama (下山 吉光?, Shimoyama Yoshimitsu; Prefettura di Kanagawa, 6 maggio 1976) è un doppiatore giapponese.

## Vita privata
Nel 2016 Shimoyama ha rivelato di essersi sposato nel 2008 con la collega Satomi Arai e di aver avuto un figlio con lei nel 2010.

## Ruoli interpretati
- Gutsman.exe (EXE) e Gravityman.exe (AXess) in MegaMan NT Warrior e Mega Man Network Transmission
- Inabi Uchiha (ep 129) in Naruto
- Tsutsumidoori in Tokyo Majin
- Mukkuru in Utawarerumono
- Harold West negli episodi 14-15 di Kuroshitsuji
- Fante 5 in Evolution Worlds
- Alzack Connell, Cancer, Sugarboy, Obra, Semmes, Bora, War Cry, Kurohebi, Motherglare in Fairy Tail
- Kali in Black Rock Shooter: The Game
- Naoto Ogawa in Bakuman 2
- Dukusuke il gufo in Hamtaro
- Valentinus in Tears to Tiara II: Heir of the Overlord
- Mukkuru in AquaPazza: AquaPlus Dream Match (2011)
- Il narratore in Legend of the Galactic Heroes (2018)
- Ampetif Cocco Doll in Overlord
- Iboshi in Dragon Pilot (2018)
- Cracker Jack in Fighting EX Layer (2018)
- Notrei in Star Twinkle Pretty Cure (2019)
- Frostbite in Super Ladri (2021)
- Desha in Ranking of Kings (2021)
- Chai in Shenmue: The Animation (2022)
- Lifetaker, Imakoo, Hiss, Meow e Purr in SaGa: Emerald Beyond (2024)
- Ragguchi in Mobile Suit Gundam GQuuuuuuX (2025)